# Ignacio Calle
Ignacio Calle (Medellín, 16 novembre 1930 – 24 febbraio 1982) è stato un calciatore colombiano, di ruolo difensore.

## Caratteristiche tecniche
Calle era un terzino con caratteristiche moderne, sicuro in marcatura e capace di cavarsela in attacco.

## Carriera
Nel 1954 fu campione di Colombia con l'Atletico Nacional di Medellin.
Prese parte con la Nazionale colombiana ai Mondiali del 1962.